# Dichomitus ecuadoriensis
Dichomitus ecuadoriensis är en svampart som beskrevs av Ryvarden 2010. Dichomitus ecuadoriensis ingår i släktet Dichomitus och familjen Polyporaceae.   Inga underarter finns listade i Catalogue of Life.